# 児童憲章愛の会
財団法人児童憲章愛の会（じどうけんしょうあいのかい）は、児童館、児童図書館、児童映画館等の児童文化施設の設置・奨励を通じて、児童憲章の普及を促進するための公益法人。1952年（昭和27年）、文部省社会教育局所管の児童憲章普及会として設立。

## 概要
目的は、「児童憲章の普及と実践を勧奨し、併せて、児童文化の向上と、社会教育の奨励につとめ、もって児童憲章に約束された児童の幸福増進に寄与すること」にある。
1953年（昭和28年）、財団法人児童憲章普及会は、財団法人「児童憲章愛の会」と改称、奨学育英制度を発足させた。半世紀以上にわたり、当財団は奨学金の給付活動を行い続けている。また、同53年には、「全国小中学生優秀作品コンクール」を発足。このコンクールは、日本でもっとも歴史のあるコンクールの一つとなっている。

## 歴代会長
- 初代 松平俊子
- 2代目 松平朋子
- 3代目 美平アツ子
- 4代目 美平照王

## 歴代理事長
- 初代 美平晴道
- 2代目 美平アツ子
- 3代目 美平照王
- 4代目 後藤直